# Regen-Scatter
Regen-Scatter ist eine spezielle Form des Überhorizontrichtfunks, bei der die ausgestrahlten Funkwellen an Regenwolken reflektiert werden. Dadurch können auf bestimmten Funkfrequenzen wetterabhängig, aber ohne weitere technische Hilfsmittel wie Satelliten, Mikrowellen über den Horizont hinweg übertragen werden und so kurzzeitig Reichweiten von bis zu einigen hundert Kilometern erreicht werden. Verwendet werden dafür Funkfrequenzen um 10 GHz, im sogenannten 3-Zentimeter-Band, da diese Funkwellen physikalisch durch die Rayleigh-Streuung relativ gut an Regentropfen reflektiert werden und andere, dabei störende, atmosphärische Effekte wie Dämpfungen durch den Sauerstoff der Luft noch vergleichsweise gering ausgeprägt sind.
Hohe Reichweiten lassen sich primär an hoch gelegenen Regenwolken erzielen, beispielsweise an Gewitterwolken, die Wassertropfen bis zu einigen 10 km in die Höhe aufweisen. Die an den Regentropfen reflektierten Funkwellen werden dabei in alle Richtungen gestreut, womit die Funkfelddämpfung entsprechend hoch ist. Da an Eiskristallen und Schnee die Reflexion der Funkwellen um 10 GHz schlecht ist, ist der praktische Betrieb primär auf die Sommermonate beschränkt, also auf der Nordhalbkugel auf die Monate Mai bis Oktober.
Weiters ist es für den Betrieb notwendig, dass sich die Regenwolken möglichst weit entfernt, aber noch in Sichtweite von der Funkstation am Horizont befinden. Befindet sich die Sendestation selbst in einem Niederschlagsgebiet, ist Regen-Scatter nicht mehr möglich. Weiters werden für den Betrieb Richtantennen mit hohen Antennengewinn verwendet, um die hohe Funkfelddämpfung durch die Streuung an den Regentropfen zu kompensieren.
Primäre Anwendung findet die Kommunikation mittels Regen-Scatter daher in experimentellen Funkanwendungen wie dem Amateurfunk, wo Wettbewerbe zur Maximierung der Reichweite veranstaltet werden. Dem Funktionsprinzip ähnlich ist das Wetterradar, welches allerdings nicht zur Nachrichtenübertragung verwendet wird, sondern die Reflexion der Funkwellen der räumlichen Beobachtung von Niederschlagsgebieten dient.
In der Art der Übertragung verwandt sind Meteorscatter, welche in der Atmosphäre verglühende Meteoroiden als Reflektor für die Funkwellen nutzen.